# 劳家葑站
劳家葑站是绍兴轨道交通1号线的车站，位于中华人民共和国浙江省绍兴市越城区鉴湖街道解放南路与玉山路交叉口。本站工程名为“玉山路站”。

## 车站结构
本站为地下二层岛式车站。

### 站台
本站设有一个岛式站台，位于解放南路的地底。

### 车站楼层
| 地下一层 | 站厅               | 售票机、客服中心、商店、警务室、安检设施 |                    |                    |
| 地下二层 | 侧式站台，右侧开门 | 侧式站台，右侧开门                       | 侧式站台，右侧开门 | 侧式站台，右侧开门 |
|          |                    | █ 1号线 往姑娘桥（凤凰山）               |                    |                    |
|          |                    | █ 1号线 往芳泉（南池）                   |                    |                    |
|          | 侧式站台，右侧开门 |                                          |                    |                    |